# Sarah Gigante
Sarah Gigante   (Melbourne, 6 d'octubre de 2000) és una ciclista australiana, que actualment corre a l'equip AG Insurance - Soudal Team.

## Palmarès en carretera
- 2018
  -  1a als Campionats d'Oceania de ciclisme en ruta júnior
  -  1a als Campionats d'Austràlia de ciclisme en ruta júnior
  -  1a als Campionats d'Austràlia de ciclisme en contrarellotge júnior
  -  1a als Campionats d'Austràlia de ciclisme en critèrium júnior
  -  1a als Campionats d'Àustràlia de ciclisme en pista d'equips en persecució
  -  1a als Campionats d'Àustràlia de ciclisme en pista en madison
  -  1a als Campionats d'Àustràlia de ciclisme en pista per punts

- 2019
  -  1a als Campionats d'Oceania de ciclisme en ruta sub-23
  -  1a als Campionats d'Oceania de ciclisme en contrarellotge sub-23
  -  1a als Campionats d'Austràlia de ciclisme en ruta
  -  1a als Campionats d'Austràlia de ciclisme en ruta sub-23
  -  1a als Campionats d'Austràlia de ciclisme en contrarellotge
  - 1a al Tour de Tasmània i vencedora d'1 etapa

- 2020
  -  1a als Campionats d'Austràlia de ciclisme en contrarellotge

- 2021
  -  1a als Campionats d'Austràlia de ciclisme en contrarellotge

- 2022
  - 1a a la Emakumeen Nafarroako Klasikoa[2]

- 2023
  - 1a al Tour de Bright i vencedora de dues etapes

- 2024
  - 1a al Santos Women's Tour i vencedora d'una etapa
- 2025
  - Vencedora de dues etapes al Giro d'Itàlia

### Resultats a les Grans Voltes

#### Giro d'Itàlia
- 2025. 3a posició.  Vencedora de la classificació de la muntanya. Vencedora de la 4a i 7a etapes

#### Tour de França
- 2024. 7a posició
- 2025: 6a posició

#### Volta a Espanya
- 2024. 19a posició